# Ares I

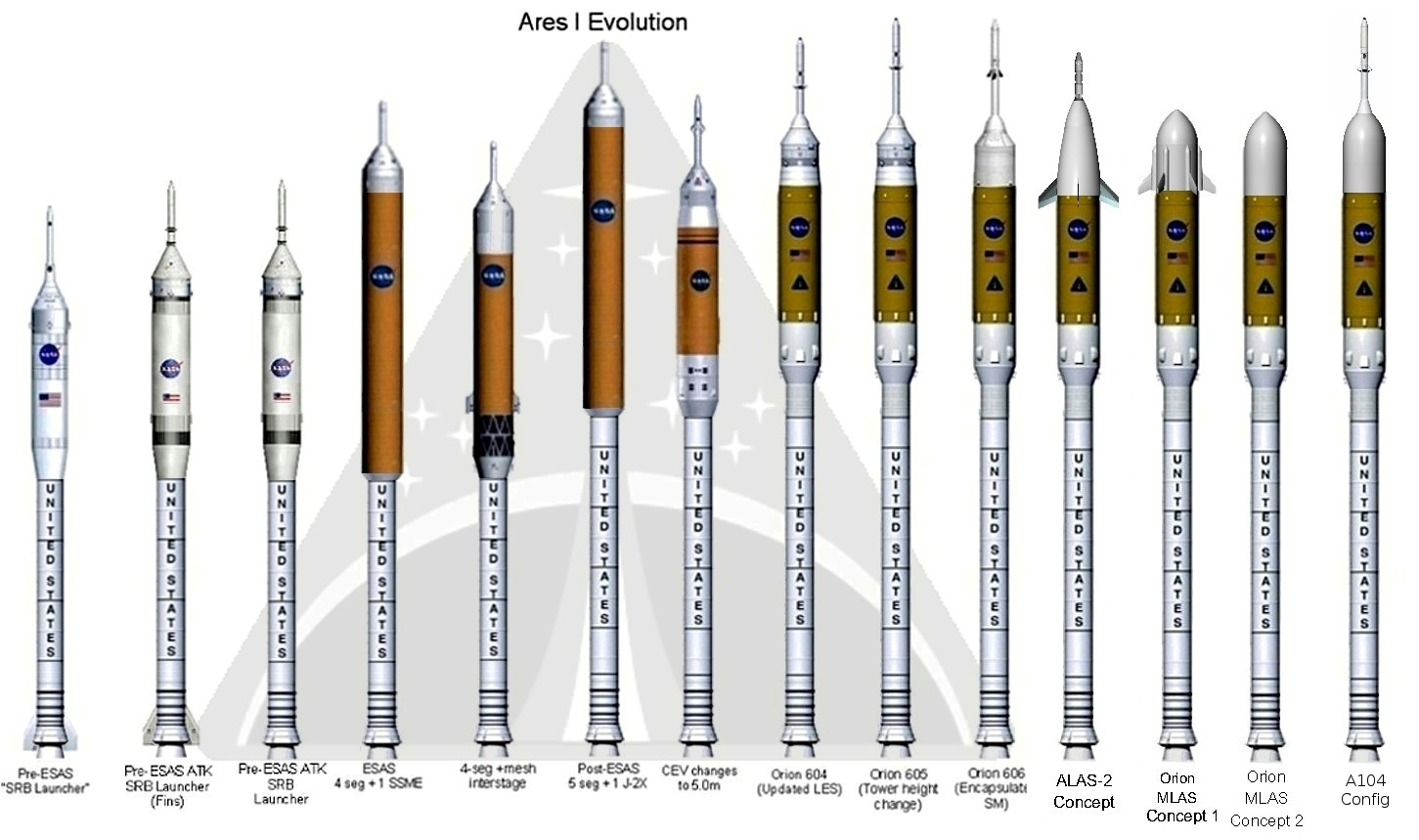
Evolució del disseny de l'Ares I

L'Ares I fou el vehicle de llançament tripulat desenvolupat per la NASA en el marc del Projecte Constellation, cancel·lat el 2011. Aquest coet havia de llançar el mòdul Orion que portaria la tripulació per a missions després que el Transbordador espacial fos retirat el 2010. Ares I. Altres coets de la sèrie Ares com l'Ares IV i l'Ares V, estaven projectats com altres coets de llançament complementàries del Projecte Constellation, però llançarien tot l'equip més pesant.
Aquesta sèrie Ares rep el nom del déu grec de la guerra Ares, que també personifica la força bruta i la violència.
El setembre de 2011, la NASA va presentar el Space Launch System com a nou vehicle d'exploració tripulada més enllà de l'òrbita terrestre.

## Paper en el Projecte Constellation
L'Ares I va ser l'element encarregat del llançament de la tripulació del programa Constellation, de manera separada del de càrrega amb l'Ares V. El coet Ares I va ser dissenyat per llançar la nau espacial Orion que és una càpsula per a la tripulació. El primer tram utilitzaria un combustible sòlid, i el segon tram de combustible líquid. Originàriament batejat com a Crew Launch Vehicle (CLV), el nom d'Ares ve del déu grec homònim. A diferència del Transbordador Espacial, on la tripulació i la càrrega es van llançar simultàniament al mateix coet, els plans pel Projecte Constellation descrivien tenir dos vehicles de llançament separats, l'Ares I i l'Ares V, per a tripulació i càrrega, respectivament. Tenir dos vehicles de llançament separats permet dissenys més especialitzats per a la tripulació i coets de llançament de càrrega pesant.
El coet Ares I estava dissenyat específicament per llançar el Orion Multi-Purpose Crew Vehicle. Orion estava pensat com una càpsula de tripulació, similar al disseny de la càpsula del programa Apollo, per transportar astronautes a l'Estació Espacial Internacional, la Lluna, i eventualment Mart. Ares podria haver lliurat alguns recursos (limitats) a l'òrbita, inclosos els subministraments per a l'Estació Espacial Internacional o el lliurament posterior a una possible base lunar.
El 16 de juliol de 2007, la NASA va adjudicar el contracte de muntatge a la companyia Rocketdyne per a les proves en terra i en vol.